# Guerra indo-pakistana del 1947-1948
La guerra indo-pakistana del 1947–1948 (urdu بھارت پاکستان جنگ ١٩۴۷-١٩۴۸ (Bhārat Pākistān jang); hindi भारत-पाकिस्तान युद्ध १९४७-१९४८), nota talora come prima guerra per il Kashmir, fu combattuta tra il 1947 e il 1948 per il possesso del Kashmir e Jammu dall'India e dal Pakistan, da poco non più Stati principeschi dell'India britannica ma Stati pienamente indipendenti.
Fu il primo di quattro conflitti combattuti tra le due giovani nazioni indipendenti nate dalla partizione del subcontinente indiano. Il Pakistan scatenò il conflitto poche settimane dopo l'indipendenza, impiegando le milizie tribali pashtun, (dette lashkar, presenti nel cosiddetto Waziristan), per assicurasi la grande regione del Kashmir (a stragrande maggioranza islamica, ma retta da un Maharaja induista), futuro ago della bilancia tra i due Stati resisi indipendenti grazie all'abbandono da parte del Regno Unito del subcontinente indiano. La guerra, non determinante, e la situazione irrisolta tuttora caratterizza negativamente la geopolitica dei due Paesi.
Il Maharaja aveva affrontato la insurrezione dei suoi sudditi musulmani nel distretto di Poonch e aveva perso il controllo delle province occidentali del suo regno. Il 22 ottobre 1947, le milizie pashtun delle aree tribali federate amministrate dal Pakistan a cavallo della frontiera statale si mossero per impadronirsi di Srinagar, ma nel raggiungere Baramulla, si abbandonarono a saccheggi e si fermarono. Hari Singh chiese aiuto all'India e tale aiuto venne volentieri concesso, ma fu condizionato alla sua firma di un accordo per aderire alla Federazione indiana.
La guerra fu inizialmente combattuta dalle forze statali del Jammu e Kashmir e dalle milizie tribali delle aree tribali frontaliere adiacenti alla Provincia frontaliera di Nord-Ovest. A seguito dell'adesione dello Stato all'India il 26 ottobre 1947, truppe indiane furono aerotrasportate a Srinagar, la capitale dello Stato. Gli ufficiali britannici operativi inizialmente si opposero all'ingresso di truppe pakistane nel conflitto, argomentando la loro ostilità con l'adesione del Kashmir alla Federazione indiana. Tuttavia in seguito, nel 1948, mutarono atteggiamento e le truppe pakistane entrarono in guerra. I fronti si consolidarono gradualmente lungo quella che divenne conosciuta come la Linea di controllo. Un cessate il fuoco formale fu proclamato alle 23:59 del 31 dicembre 1948. L'esito del conflitto fu non risolutivo. Tuttavia, gli osservatori maggiormente neutrali, concordarono sul fatto che l'India era stata vincitrice e in grado di difendere le sue conquiste su circa i 2/3 del Kashmir, inclusa la Vallata del Kashmir, il Jammu e il Ladakh.

## Antefatti
Prima del 1815, l'area oggi conosciuta come "Jammu e Kashmir" comprendeva 22 piccole entità statali indipendenti (16 hindu e sei musulmane) ritagliate dai territori controllati dall'Emiro (Re) dell'Afghanistan, oltre a quelli di piccoli sovrani locali. Esse erano collettivamente chiamate "Stati collinari del Punjab" (Punjab Hill States). Tali staterelli, governati da sovrani rajput, erano in diversa misura indipendenti, vassalli dell'Impero Mughal fin dal tempo dell'Imperatore Akbar o talora controllati dallo Stato Kangra nell'area Himachal. In seguito al declino dei Mughal, alla turbolenze nello Stato Kangra e alle invasioni dei Gorkha, gli Stati collinari caddero sotto il controllo dei Sikh di Ranjit Singh.
La Prima guerra anglo-sikh (1845–46) fu combattuta tra l'Impero Sikh, che reclamava la propria sovranità sul Kashmir, e la Compagnia delle Indie orientali. Nel Trattato di Lahore del 1846, i Sikh dovettero consegnare la preziosa regione del Jullundur Doab tra il fiume Beas e il fiume Sutlej e fu loro imposto il pagamento di un'indennità di 1,2 milioni di rupie. Dato che essi non erano in grado di racimolare questa somma, la Compagnia permise al signore del Dogra, Gulab Singh, di acquisire il Kashmir dal regno sikh, in cambio di un pagamento di 750 000 rupie in favore della Compagnia. Gulab Singh divenne il primo Maharaja del neo-istituito Stato principesco del Jammu e Kashmir, fondando una dinastia che fu chiamata a governare lo Stato, il secondo Stato principesco durante il periodo coloniale del Raj britannico, fin quando l'India non guadagnò la propria indipendenza nel 1947.

## Partizione dell'India

Spartizione dell'India e migrazioni dei rifugiati

Gli anni 1946–1947 videro l'ascesa della Lega Musulmana Panindiana (All-India Muslim League) e dei nazionalisti musulmani, che invocavano la nascita di uno Stato separato per i musulmani dell'India. La richiesta conobbe un mutamento violento nel Direct Action Day (16 agosto 1946) e la violenza interreligiosa tra indù e musulmani divenne endemica. Di conseguenza il 3 giugno 1947 fu adottata una decisione per dividere l'India britannica in due Stati separati, il Dominion del Pakistan che avrebbe compreso le aree a maggioranza islamica e l'Dominion dell'India che avrebbe compreso le restanti aree. Le due province del Punjab e del Bengala, a larga maggioranza islamica, furono divise tra i due Dominions. Un numero di persone stimato in 11 milioni emigrò infine tra le due diverse parti del Punjab e forse 1 milione trovò la morte nelle violenze interreligiose che accompagnò tale drammatica migrazione. Jammu e Kashmir, essendo adiacenti alla provincia del Punjab, furono direttamente coinvolti dagli avvenimenti nel Punjab.

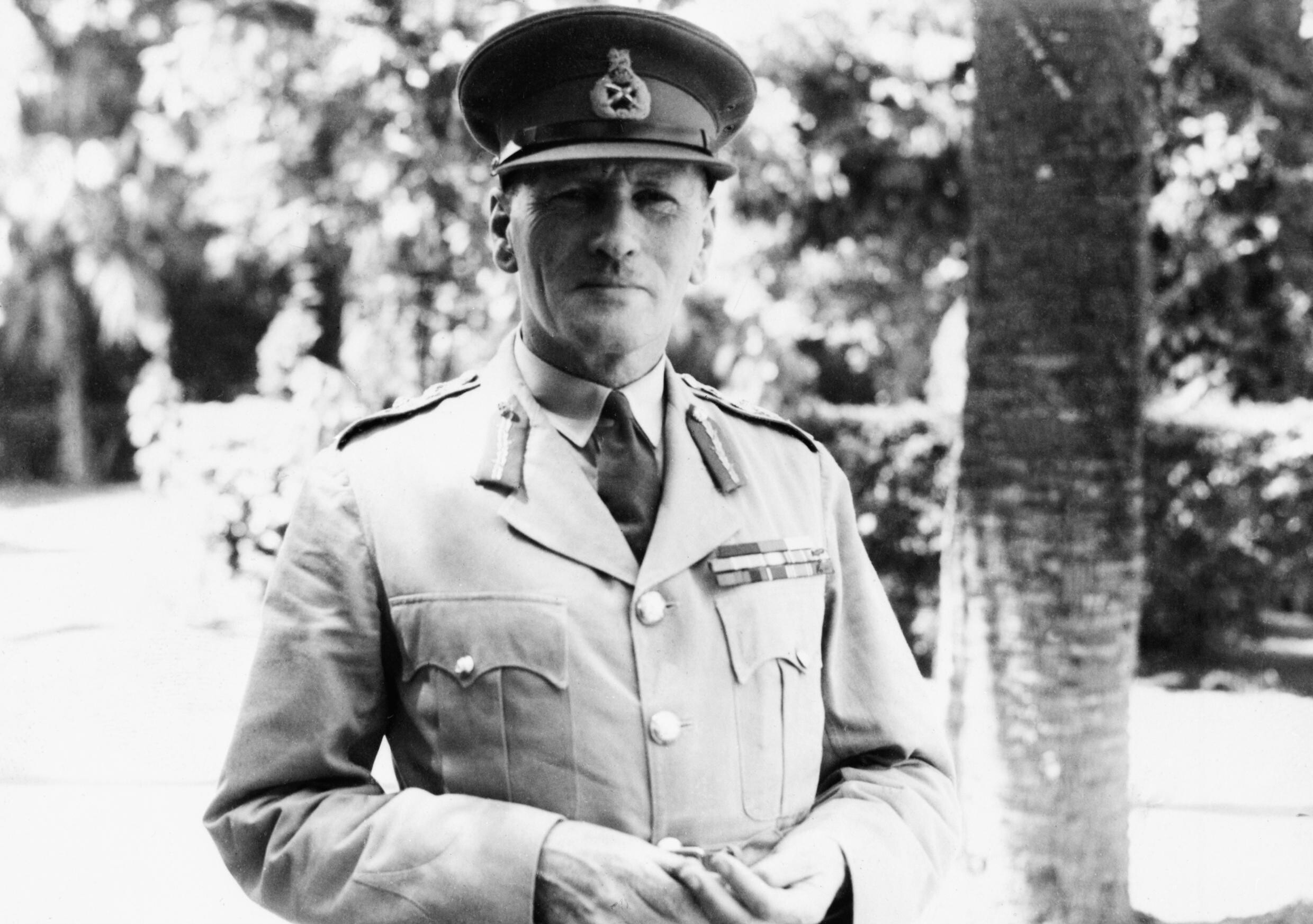
Il Feldmaresciallo britannico Sir Claude Auchinleck - già comandante in capo nel Vicino Oriente dal giugno 1941 all'agosto 1942 - Comandante Supremo delle forze armate indiane e pakistane

L'originale data fissata per il trasferimento dei poteri ai nuovi Dominions era il giugno del 1948. Tuttavia, temendo l'incremento delle violenze interreligiose, il Viceré britannico Lord Mountbatten anticipò la data al 15 agosto 1947. Ciò dette solo 6 settimane per completare ogni provvedimento per la partizione. Il piano originario di Mountbatten era quello di rimanere in entrambi i Dominions come Governatore Generale fino al giugno del 1948. Tuttavia ciò non fu accettato dal leader pakistano Mohammad Ali Jinnah. Così Mountbatten rimase come Governatore Generale dell'India, mentre il Pakistan scelse Jinnah come suo Governatore Generale. Si prevedeva che la nazionalizzazione delle forze armate non potesse essere completata per il 15 agosto, senza dimenticare che agli inizi del 1947 tutti i gradi superiori a quello di Tenente colonnello nelle forze armate erano occupati da ufficiali britannici. Il Pakistan aveva solo quattro Tenenti colonnelli, due dei quali furono coinvolti nel conflitto per il Kashmir: Akbar Khan e Sher Khan. Allo scoppio della guerra, l'India aveva circa 500 ufficiali britannici e il Pakistan più di 1000. Gli ufficiali britannici rimasero dopo il trasferimento dei poteri. I capi servizio furono nominati dai governi dei Dominion e furono responsabili nei loro confronti. Il controllo complessivo amministrativo, ma non operativo, fu affidato al Feldmaresciallo Claude Auchinleck, col titolo di 'Comandante Supremo', responsabile davanti al neo-istituito Consiglio Congiunto di Difesa dei due Dominions. L'India nominò il Generale Rob Lockhart come suo comandante dell'Esercito e il Pakistan nominò il Generale Frank Messervy.
La presenza di ufficiali britannici in comando in entrambi gli schieramenti fece della guerra indo-pakistana del 1947-48 una strana guerra. I due ufficiali comandanti erano in contatto telefonico quotidiano e adottavano identiche posizioni difensive. L'atteggiamento era che "tu puoi colpirli duramente, ma non troppo duramente, altrimenti ci sarà ogni genere di ripercussione". Tanto Lockhart quanto Messervy furono rimpiazzati nel corso del conflitto, e i loro successori, Roy Bucher e Douglas Gracey, tentarono di esercitare moderazione nei confronti dei loro governi, pakistano e indiano. Roy Bucher ebbe apparentemente successo nel procedere in maniera siffatta con l'India, mentre Gracey lasciò che gli ufficiali britannici fossero utilizzati in ruoli operativi da parte pakistana. Un ufficiale britannico morì in azione.

## Sviluppi in Jammu e Kashmir (agosto-settembre 1947)

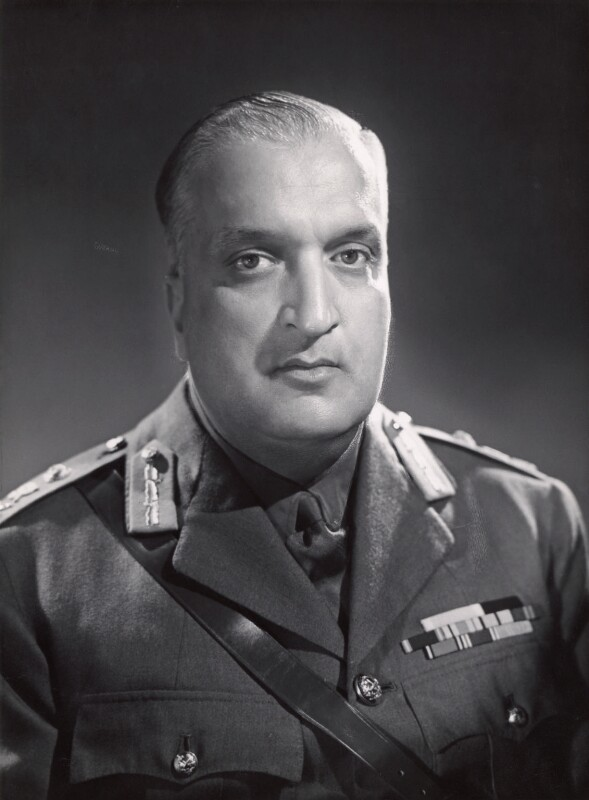
Il Maharaja di Jammu e Kashmir Hari Singh nel 1944

Con l'indipendenza dei due Dominions, il dominio britannico sugli Stati principeschi del sub-continente indiano giunse al suo termine. I governanti dei due Stati furono avvertiti di unirsi a uno dei due Stati per rendere esecutivo l'Instrument of Accession. Il Maharaja Hari Singh di Jammu e Kashmir, col suo Primo ministro Ram Chandra Kak, decise di non aderire ad alcuno dei due Stati. La ragione addotta fu quella che la maggioranza islamica del suo dominio non avrebbe fruito di alcun vantaggio nell'unirsi all'India, e che le minoranze hindu e sikh sarebbe diventate vulnerabili se il suo Principato si fosse unito al Pakistan.
Nel 1947, lo Stato principesco di Jammu e Kashmir aveva un'ampia gamma di comunità etniche e religiose. La Vallata del Kashmir comprendeva il Distretto di Muzaffarabad, con una stragrande maggioranza di popolazione musulmana (oltre il 90%). La provincia di Jammu, articolata in 5 distretti, aveva una divisione quasi identica di hindu e musulmani nelle province orientali (Udhampur, Jammu e Reasi) e una maggioranza islamica nei distretti occidentali (Mirpur e Poonch). Il distretto montano del Ladakh (wazarat) a est ospitava una significativa presenza buddista e una maggioranza islamica in Baltistan. La Gilgit Agency nel settentrione era in modo schiacciante musulmana ed era governata dal Regno Unito in virtù di un accordo con il Maharaja. Poco prima del trasferimento dei poteri a India e Pakistan, il governo britannico restituì la Gilgit Agency al Maharaja, che nominò un governatore Dogra per il distretto e un comandante britannico per le forze armate locali.

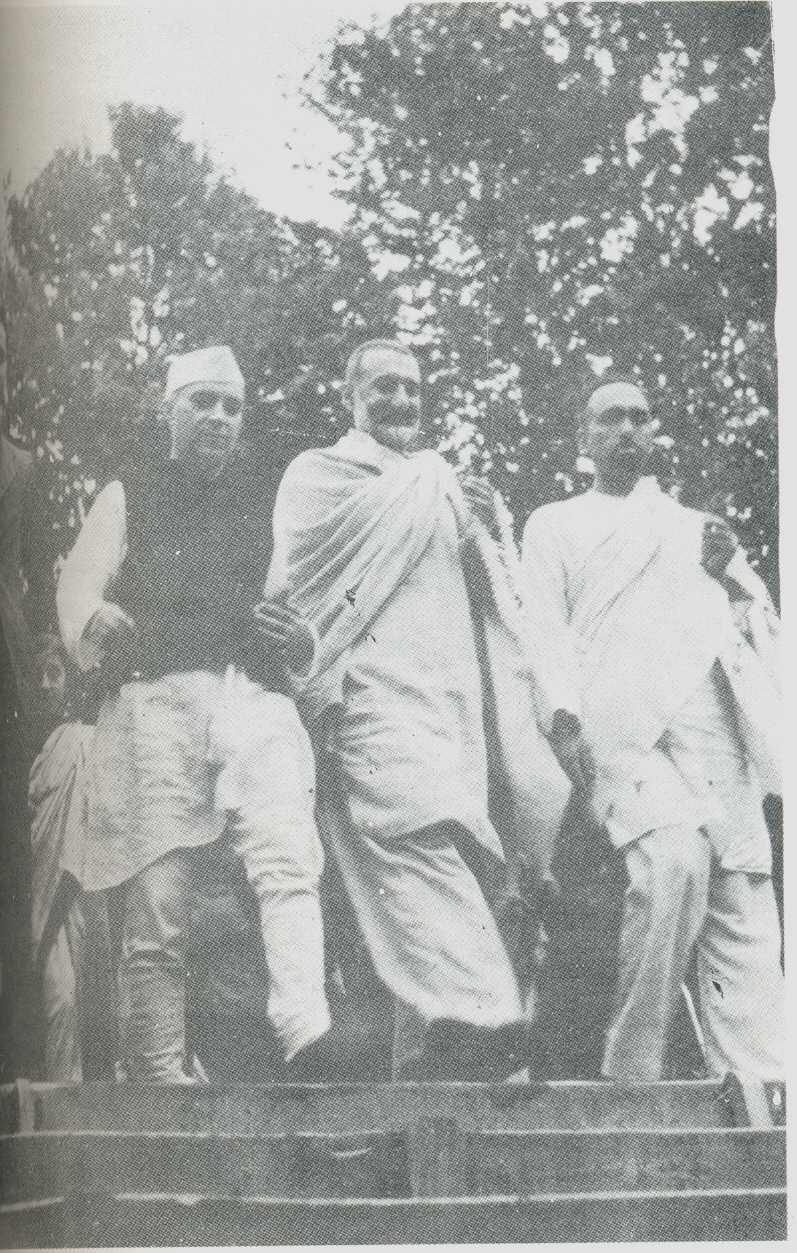
da sinistra: Il Pandit Nehru, Abdul Ghaffar Khan e Sheikh Abdullah nei giardini del Nishat Bagh a Srinagar nel 1945.

Il movimento politico dominante nella Vallata del Kashmir, la "Jammu & Kashmir National Conference", guidata da Sheikh Abdullah, credeva in una politica secolarista. Era alleata con il Congresso Nazionale Indiano e vedeva con favore l'unione con l'India. D'altra parte, i musulmani della provincia del Jammu sostenevano invece in buona parte la "All Jammu and Kashmir Muslim Conference", alleata con la "Lega Musulmana Panindiana", ed era favorevole all'unione col Pakistan. Gli indù della provincia del Jammu erano a favore di una fusione diretta con l'India. Tra questi opposti schieramenti, la decisione del Maharaja di restare indipendente appariva agli osservatori neutrali come la più giudiziosa.

### Operazione "Piano Gulmarg"
Secondo le fonti militari indiane, le forze armate pakistane prepararono un piano chiamato "Operazione Gulmarg" e lo attuarono ai primi del 20 agosto, pochi giorni dopo l'indipendenza del Pakistan. Il piano venne accidentalmente rivelato a un ufficiale indiano, il Maggiore O. S. Kalkat, che serviva nella Bannu Brigade. Secondo il piano, 20 lashkar (milizie tribali), ognuna delle quali di 1000 uomini delle tribù Pashtun, dovevano essere reclutati tra le varie tribù Pashtun e armate nei quartier generali della Brigata a Bannu, Wanna, Peshawar, Kohat, Thall e Nowshera nella prima settimana di settembre. Le milizie dovevano raggiungere il punto di partenza di Abbottabad il 18 ottobre, e penetrare nel Jammu e Kashmir il 22 ottobre. Dieci lashkar dovevano attaccare la Valle del Kashmir attraverso Muzaffarabad e altri dieci dovevano unirsi ai ribelli a Poonch, Bhimber e Rawalakot, per avanzare poi nel Jammu. Nel piano erano descritte dettagliate istruzioni per il comando militare delle operazioni e per gli armamenti da impiegare.
Le registrazioni reggimentali mostrano che, nell'ultima settimana di agosto, il reggimento 21º Cavalleria (PAVO Cavalry) fu istruito circa il piano d'invasione. Il Col. Sher Khan, Direttore dell'Intelligence Militare, fu incaricato del briefing, con i Col. Akbar Khan e Khanzadah. Il reggimento di Cavalleria fu incaricato di procurare armi e munizioni per i 'combattenti della libertà' e di creare tre corpi di forze insurrezionali: una South Wing, comandata dal Gen. Kiani, una Central Wing, basata a Rawalpinidi, e una North Wing, basata ad Abbottabad. Il 1º ottobre, il reggimento di Cavalleria completò l'incarico di armare i rivoltosi. 

### Ulteriori fonti
Fonti principali
- Ministero della Difesa, Governo dell'India, Operations in Jammu and Kashmir 1947–1948. (1987). New Delhi, Thomson Press (India) Limited.
- Lamb, Alastair, Kashmir: A Disputed Legacy, 1846–1990. (1991). Roxford Books. ISBN 0-907129-06-4.
- Praval, K.C., The Indian Army After Independence. (1993). Lancer International, ISBN 1-897829-45-0
- Sen, Maj. Gen. L.P., Slender Was The Thread: The Kashmir confrontation 1947–1948. (1969). New Delhi, Orient Longmans Ltd.
- Vas, Lt. Gen. E. A., Without Baggage: A personal account of the Jammu and Kashmir Operations 1947–1949. (1987). Natraj Publishers Dehradun. ISBN 81-85019-09-6.

Fonti minori
- Cohen, Lt. Col. Maurice, Thunder over Kashmir. (1955). Hyderabad, Orient Longman Ltd.
- Hinds, Brig. Gen. SR., Battle of Zoji La. (1962). New Delhi, Military Digest.
- Sandhu, Maj. Gen. Gurcharan, The Indian Armour: History Of The Indian Armoured Corps 1941–1971. (1987). Vision Books Private Limited, New Delhi, ISBN 81-7094-004-4.
- Singh, Maj. K Brahma, History of Jammu and Kashmir Rifles (1820–1956). (1990). New Delhi, Lancer International ISBN 81-7062-091-0.
- Ayub, Muhammad (2005), An army, Its Role and Rule: A History of the Pakistan Army from Independence to Kargil, 1947–1999. RoseDog Books. ISBN 9780805995947.